# Golpe de Estado en Argentina de 1976
El golpe de Estado del 24 de marzo de 1976 o golpe cívico-militar de 1976 fue una acción cívico-militar que interrumpió la democracia, derrocó a los poderes ejecutivo, legislativo y judicial, tanto de la Nación como de las provincias y arrestó a la presidenta peronista María Estela Martínez de Perón. El golpe inauguró la dictadura cívico-militar autodenominada Proceso de Reorganización Nacional, presidido por la Junta Militar y un presidente de facto. Los golpistas estuvieron motivados principalmente por sectores conservadores, anticomunistas y antiperonistas apoyados por Henry Kissinger, quien ejerció como Secretario de Estado de EE.UU, durante el gobierno del expresidente Richard Nixon.
La dictadura se caracterizó por implementar un plan sistemático de terrorismo de Estado, que permaneció en el poder hasta 1983. El golpe fue planificado y ejecutado en el marco del Plan Cóndor, un sistema clandestino de coordinación represiva entre países latinoamericanos que fue promovido por varios gobiernos de Estados Unidos, como parte de la doctrina de la seguridad nacional, que generalizó las dictaduras en América Latina con el fin de mantener el control sobre esos países durante la Guerra Fría. Fue el sexto y último golpe de Estado exitoso de la serie de golpes de Estado iniciada en 1930, que impidió que se consolidara la democracia en Argentina hasta fines del siglo XX, luego de que se aprobara el voto secreto en 1916. Los líderes del golpe fueron juzgados y condenados luego de la recuperación de la democracia en diciembre de 1983, por cometer miles de crímenes de lesa humanidad.
En 2002, el parlamento argentino estableció el 24 de marzo como Día Nacional de la Memoria por la Verdad y la Justicia para la conmemoración en homenaje a las víctimas de la dictadura.

## Reseña histórica

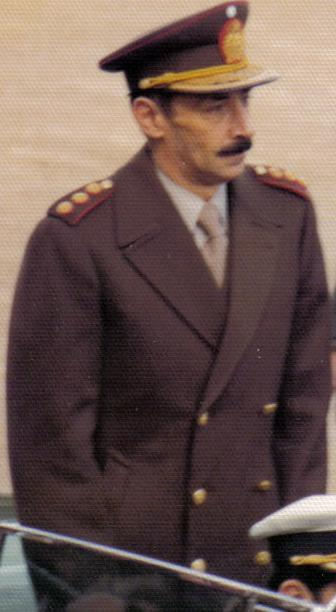
Jorge Rafael Videla asumiría como presidente de facto tras el golpe.

El alzamiento cívico-militar perpetrado el miércoles 24 de marzo de 1976 comenzó su preparación con mucha anticipación. Para entonces, Argentina, junto a Colombia y Venezuela eran los únicos tres países de Sudamérica que mantenían gobiernos democráticos, en tanto que casi todos los demás países estaban gobernados por dictaduras militares (Hugo Banzer en Bolivia, Ernesto Geisel en Brasil, Augusto Pinochet en Chile, Francisco Morales Bermúdez en Perú, Alfredo Stroessner en Paraguay, el Consejo Supremo de Gobierno en Ecuador y Juan María Bordaberry en Uruguay), sostenidas por los Estados Unidos en el contexto de la Doctrina de seguridad nacional.
Aunque los golpes de Estado venían siendo sistemáticamente utilizados contra los gobiernos constitucionales radicales y peronistas desde 1930 y las técnicas de la llamada «guerra sucia» venían siendo aplicadas desde el bombardeo de Plaza de Mayo de 1955, el golpe de 1976 tuvo su antecedente inmediato en el Operativo Independencia realizado en Tucumán y en la matanza de cientos de personas acusadas de «zurdos» (izquierdistas) por parte del grupo parapolicial anticomunista Triple A.  
El golpe de Estado había sido planeado desde octubre de 1974 y el Departamento de Estado de los Estados Unidos sabía de los preparativos doce meses antes de que ocurriera.
El golpe de 1976 fue el último golpe exitoso en Argentina, pero no el último intento. Los presidentes democráticos Raúl Alfonsín (1983-1989) y Carlos Menem (1989-1999) debieron enfrentar sublevaciones militares entre 1987 y 1990, lideradas por militares denominados "carapintadas", que pretendían impedir que las instituciones democráticas enjuiciaran las violaciones de derechos humanos cometidos durante la última dictadura. El último levantamiento militar en Argentina fue realizado el 3 de diciembre de 1990.

## Preludios
El 1 de julio de 1974, el presidente Juan Domingo Perón falleció a los 78 años. Su muerte causó un gran vacío político en la sociedad argentina que venía de casi dos décadas de gobiernos civiles de baja legitimidad y dictaduras cívico-militares que habían criminalizado al peronismo y a los movimientos de izquierda, en el marco de la Guerra Fría y la Doctrina de la Seguridad Nacional de Estados Unidos, que promovió la generalización de dictaduras anticomunistas en todo el continente. La falta de democracia en Argentina y la influencia de la Revolución Cubana de 1959, fue el marco que impulsó el surgimiento durante la última dictadura –que se había anunciado como permanente– de puebladas insurreccionales en todo el país, con alta participación de la juventud y la ciudadanía, y también de grupos guerrilleros que se agruparon en dos líneas principales: FAR-Montoneros (peronistas revolucionarios) y ERP (marxistas).   
Perón intentó conformar un gobierno de unidad nacional, expresada en la fórmula de Perón-Balbín, que representara también a las principales fuerzas que históricamente habían sido antiperonistas, como el radicalismo, el frondizismo, la democracia cristiana y el conservadurismo, a la vez que buscó regular el conflicto social por medio de un Pacto Social entre los empresarios y los sindicatos. Cámpora primero y Perón después fueron elegidos como candidatos del Frejuli, un frente electoral que reunió a peronistas, frondizistas, conservadores y demócrata cristianos, pero que no pudo incluir al radicalismo, a causa de la oposición interna en ambos partidos. Al morir Perón, la insuficiencia del Frejuli para preservar la estabilidad política quedó en evidencia. Perón fue sucedido por la vicepresidenta María Estela Martínez de Perón, quien no logró contener la cada vez más deteriorada situación política y social de Argentina.
Luego de la muerte de Perón aumentó el poder del ministro de Bienestar Social, José López Rega, hombre de confianza de la presidenta y miembro de la logia anticomunista internacional Propaganda Due, a la que también pertenecía el almirante Eduardo Massera, también hombre de confianza de la presidenta, que sería uno de los líderes del golpe de Estado contra ella de 1976. López Rega era el jefe de una organización terrorista parapolicial que se autodenominó Triple A, que asesinaría a cientos de personas consideradas "de izquierda", luego de la muerte de Perón. Muchos de los efectivos de la Triple A se incorporaron a los grupos de tareas que instrumentaron sistemáticamente el terrorismo de Estado a partir del golpe de Estado del 24 de marzo de 1976.
El 5 de febrero de 1975, se dio inicio al Operativo Independencia, una intervención militar con el objetivo de aniquilar a los bastiones de la guerrilla en la selva de Tucumán, que mantenía una presencia en la zona desde principios de 1974, al constituir la llamada Compañía del Monte Ramón Rosa Jiménez.
En octubre, el país fue dividido en cinco zonas militares, y a cada comandante se le dio carta blanca para desatar una cuidadosamente planificada ola de represión. El 28 de noviembre de 1975 todos los países del Cono Sur (Argentina, Chile, Brasil, Paraguay y Uruguay), en Santiago de Chile, firmaron un documento que explica que «… se dan por iniciados a partir de esta fecha los contactos bilaterales o multilaterales a voluntad de los respectivos países aquí participantes para el intercambio de información subversiva, abriendo propios o nuevos carteles de antecedentes de los respectivos servicios».
El 18 de diciembre, el sector ultranacionalista de la Fuerza Aérea liderada por Jesús Cappellini se sublevó y llevó a cabo el Comando Cóndor Azul, con el objetivo de derrocar a Isabel. Un número de aviones despegaron de la base aérea de Morón y ametrallaron la Casa Rosada. La rebelión sólo pudo ser detenida cuatro días después. Sin embargo, el Ejército tuvo éxito en desplazar al comandante de la Fuerza Aérea, Héctor Fautario, último oficial leal a Isabel y receptor de duras críticas desde el Ejército y la Marina por su vehemente oposición a sus planes represivos, y por no movilizar a la fuerza aérea contra la guerrilla en Tucumán. Crucialmente, él era el último obstáculo de Videla en el camino hacia el poder. Videla pasó la Nochebuena en Tucumán, en donde arengó a las fuerzas desplegadas e impuso un ultimátum de 90 días al gobierno de Isabel para que «ordenara» el país, a la luz del ataque al Batallón de Monte Chingolo realizado por el ERP el día anterior.
Hacia los primeros meses de 1976, el destino de Argentina estaba sellado. El frente guerrillero en Tucumán estaba prácticamente diezmado y los refuerzos de Montoneros enviados también habían sido derrotados. Por su parte, las Fuerzas Armadas —que gozaban del total apoyo por parte de EE. UU. y de la élite local— esperaban el momento oportuno para derrocar al gobierno.
En febrero, el entonces general Roberto Eduardo Viola elaboró el plan de operaciones del golpe, que contemplaba la necesidad de «encubrir» como «acciones antisubversivas» la detención clandestina de militantes y opositores, desde la noche misma del golpe.

## 24 de marzo
Poco antes de la una de la mañana, el helicóptero que transportaba a la presidenta Perón hacia la quinta presidencial fue desviado por decisión del piloto hacia el Aeroparque Jorge Newbery, donde fue recibida por el general de brigada José Rogelio Villarreal, el contraalmirante Pedro Santamaría y el brigadier Basilio Lami Dozo, quienes le comunican:

Las Fuerzas Armadas se han hecho cargo del poder político y usted ha sido destituida.

Ya detenida, fue trasladada a Neuquén para ser recluida en la Residencia El Messidor, residencia oficial del gobernador en Villa La Angostura. Pocos meses después fue trasladada al Arsenal Naval de Azul, en la provincia de Buenos Aires. Recién sería liberada cinco años después 
A las 03:10 fueron ocupadas todas las estaciones de televisión y radio. Se cortó la programación regular y se emitió el primer comunicado a través del locutor Juan Vicente Mentesana:

Comunicado número uno de la Junta de Comandantes Generales: Se comunica a la población que a partir de la fecha, el país se encuentra bajo el control operacional de la Junta Militar. Se recomienda a todos los habitantes el estricto acatamiento a las disposiciones y directivas que emanen de autoridad militar, de seguridad o policial, así como extremar el cuidado en evitar acciones y actitudes individuales o de grupo que puedan exigir la intervención drástica del personal en operaciones. Firmado: Jorge Rafael Videla, Teniente General, Comandante General de Ejército; Emilio Eduardo Massera, Almirante, Comandante General de la Armada; Orlando Ramón Agosti, Brigadier General, Comandante General de la Fuerza Aérea.

Se implementaron el estado de sitio y la ley marcial, y se estableció el patrullaje militar en todas las ciudades. Durante ese primer día, cientos de trabajadores, sindicalistas, estudiantes y militantes políticos fueron secuestrados de sus hogares, lugares de trabajo o en la calle.

## Accionar militar

### Número de víctimas

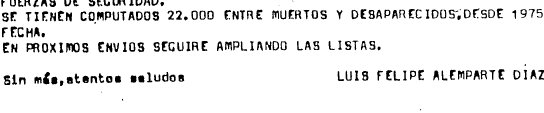
Informe secreto de Arancibia Clavel que cuantifica en 22 .000 los muertos y desaparecidos a julio de 1978.

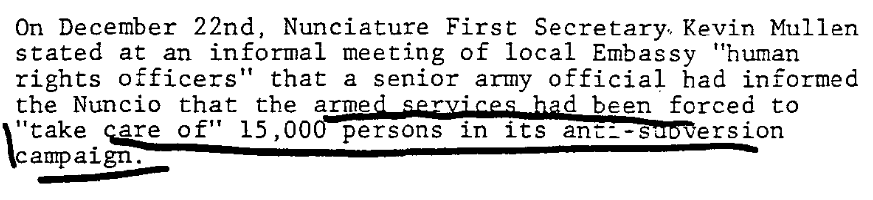
Documento de la Embajada de Estados Unidos que revela que a fines de 1978, el Vaticano había sido informado por altos funcionarios de la dictadura argentina, sobre 15 000 desaparecidos muertos.

Tradicionalmente las organizaciones de derechos humanos se han referido de manera genérica y simbólica a 30 000 personas desaparecidas. Ya en el siglo XXI algunas personas y corrientes políticas comenzaron a negar esa cifra genérica y sostienen que fueron menos personas. Las organizaciones de derechos humanos han considerado que el cuestionamiento del número simbólico de 30 000 desapariciones constituye un acto de negacionismo.

### Centros clandestinos de exterminio
Los centros clandestinos de exterminio fueron escuelas, fábricas, comisarías, cuarteles militares, etc. A estos lugares eran llevados los secuestrados y detenidos para ser torturados y, en muchos de los casos, asesinados.
Los detenidos eran sometidos a condiciones de arresto extremas tales como: aislamiento, malos tratos, escasos alimentos y mínima higiene. La tortura era el principal método para la obtención de información.

### Escuela de Mecánica de la Armada
La Escuela de Mecánica de la Armada (hoy Espacio Memoria y Derechos Humanos) fue el mayor centro clandestino de tortura, detención y desaparición existente en Argentina. Se estima que fueron torturadas, asesinadas y desaparecidas un total de 5000 personas en ese lugar y que en su sala de maternidad clandestina nacieron aproximadamente 34 bebés.
Hoy donde se encontraba la ESMA funciona el Espacio Memoria y Derechos Humanos. El lugar fue recuperado en 2004 por el entonces presidente de la nación, Néstor Kirchner y en 2007 fue firmado el convenio con la Ciudad autónoma de Buenos Aires para la creación de un ente de derechos humanos. El espacio tiene como objetivo el debate social y político de lo ocurrido durante el golpe de Estado y como recuerdo a la población de las atrocidades sucedidas en su interior y en esa época.

### Los vuelos de la muerte
Los denominados vuelos de la muerte funcionaron como método de desaparición y exterminio de los presos en distintos centros clandestinos del país que eran trasladados de noche hasta el Aeroparque Jorge Newbery y otros aeropuertos del país y desde este último hasta el Río de la Plata. Los vuelos eran realizados en aviones civiles Fokker F27 Friendship por integrantes del ejército, gendarmería y la policía federal, además de ellos en el interior del avión viajaban detenidos ilegalmente que posteriormente mientras el vuelo se realizaba eran lanzados al río.
Los detenidos viajaban sedados, y con ropa sin que se les tape la cara. Generalmente se les ataba las manos o se les ponían sacos con rocas al lanzarlos al mar. El número aproximado de asesinados de esta manera es de 5000.

### Los desaparecidos
En Argentina el término "desaparecido" se usa para referirse a las víctimas del terrorismo de Estado de las que aún hoy no se sabe su paradero. La desaparición de personas consistía en el secuestro de personas, traslado a centros clandestinos, la tortura de ellos, la incomunicación, el asignarles un número y el privarlas de la posibilidad de entierro luego de sus asesinatos. También, para evitar una continuidad de línea de identidad, a las mujeres embarazadas les arrebataron los bebés, los que fueron entregados a familias de militares o de civiles que apoyaban el golpe, fuera de lo militar.

### Apropiación sistemática de menores
Para la dictadura militar, la mejor manera de completar el exterminio de las ideologías que consideraban enemigas de la patria, era también necesario que la ideología se trasmitiera por vínculo familiar.
Algunos niños fueron secuestrados junto a sus padres mientras que, por otro lado, muchos bebés nacidos en los centros clandestinos durante el cautiverio de sus madres secuestradas fueron separados de sus padres al nacer.
Muchos bebés fueron vendidos, tomados como hijos de quienes secuestraron y asesinaron a sus padres, puestos en adopción sin nombre con la complicidad de jueces y funcionarios públicos o simplemente abandonados en institutos como seres sin nombre.
Hasta septiembre de 2024, fueron encontrados y recuperaron su identidad 137 de aquellos niños, se estima que falten 300 más.

## Posterioridad
Dos días después del golpe, el Secretario para América Latina, William P. Rogers, declaró 

Esta junta está probando la afirmación de que Argentina no es gobernable [...] Creo que eso es claramente una opción probable. [...] Creo que debemos esperar bastante represión, probablemente una buena ración de sangre en Argentina antes de que pase mucho tiempo. Creo que van a tener que buscar bien, no sólo a los terroristas sino a los disidentes de los sindicatos y sus propios partidos».
El secretario de Estado Henry Kissinger estableció que «cualquier oportunidad que tengan, necesitarán un poco de apoyo. [...] Porque quiero apoyarlos. No quiero darles la sensación de que son acosados por los Estados Unidos.

El 29 de marzo, Videla asumió como presidente, y las universidades fueron intervenidas al día siguiente. El 2 de abril, el nuevo ministro de Economía, José Alfredo Martínez de Hoz, anunció el «Programa de recuperación, saneamiento y expansión de la economía argentina»,  de corte neoliberal, las primeras medidas del gobierno militar serán el congelamiento de los salarios por tres meses, la eliminación de los controles de precios, y una fuerte devaluación del tipo de cambio.
El periodista A. Graham-Yooll afirmó: 

El establishment, el país, gran parte de la clase media, yo diría la clase trabajadora también, apoyó el golpe. Claro que había una enorme parte de la población que estaba comprometida políticamente que no lo hizo.

Jorge Fontevecchia escribiría: 

En 1976 no se podía saber que la última dictadura sería infinitamente más cruel y macabra que las anteriores y, aunque duela reconocerlo, una parte muy numerosa de la sociedad apoyó el derrocamiento del gobierno democrático de Isabel Perón.

En junio, cuando las violaciones a los derechos humanos por la junta fueron criticadas en Estados Unidos, Kissinger reiteró su apoyo a la dictadura, dirigiéndose directamente al ministro de Asuntos Exteriores argentino César Augusto Guzzetti en una reunión en Santiago de Chile.